# Sururu
O sururu (do tupi antigo seruru) é uma espécie de mexilhão; um molusco bivalve marinho, costeiro e estuarino, da família Mytilidae, cientificamente denominado Mytella strigata (no passado, também denominado Mytella charruana ou Mytella falcata, por Alcide Dessalines d'Orbigny); popularmente nomeado, em inglês, falcate swamp mussel ou charru mussel. No litoral brasileiro, a espécie também recebe as denominações populares siriri, uma variante linguística, alastrim ou sururu-de-alagoas, segundo o Dicionário Aurélio (sendo abundante nas lagoas de Manguaba e Mundaú, Alagoas); com o Dicionário Houaiss da Língua Portuguesa acrescentando os nomes bacucu, bico-de-ouro, maria-preta, marisco-do-mangue, mexilhão-do-mangue, pretinho e sururu-do-mangue; não especificando que tais termos sejam necessariamente aplicados sobre a espécie Mytella strigata; ainda acrescentando que os termos sururu-da-vasa e sururu-de-alestrim especificam os habitats onde se encontram (respectivamente o fundo de lagoas, em meio ao lodo, ou se desenvolvendo em paus da linha da maré, junto às cracas), e que os termos sururu-de-capote e sururu-despinicado especificam, respectivamente, os indivíduos vendidos com ou sem a sua concha. No Paraná, Região Sul do Brasil, também é conhecido como marisco-de-dedo. Sem citar qual a espécie, Rodolpho von Ihering aponta que Wilson da Costa comenta sobre a existência, no Maranhão, de um sururu-de-coroa, que vive em "mantas", ou camadas extensas de "coroas de areia", não atingindo maiores dimensões; além de citar um sururu-de-punho, "que vive no tijuco do mangue, onde deixa pequenos orifícios à flor do mangue, para respirar". Tais hábitos fossoriais, deste sururu-de-punho, não são típicos do sururu verdadeiro; que vive agregado, submerso na água, formando "cachos" e bancos na região entremarés, e porque os mexilhões são caracterizados pela presença de tufos de filamentos escuros que prendem esses animais às rochas (bisso). O fato é que outra espécie, Mytella guyanensis (Lamarck, 1819), quando exposta à maré baixa pode enterrar-se no substrato até uma profundidade de 20 centímetros (KLAPPENBACH, 1965), podendo ser a que Wilson da Costa descrevera.
Em seu livro Moluscos Brasileiros de Interesse Médico e Econômico, Alexandre Valente Boffi nomeia todos os mexilhões da costa brasileira com o nome sururu, enquanto o malacologista Eliezer de Carvalho Rios cita este nome apenas para Mytella strigata.

## Etimologia
O nome sururu vem do tupi antigo seruru, que era um nome genérico para mexilhão, sem designar nenhuma espécie em específico, conforme o Vocabulário na Língua Brasílica (1612).

## Classificação científica
A espécie Mytella strigata foi classificada pelo malacologista britânico Sylvanus Charles Thorp Hanley; denominada Modiola strigata, em 1843, na obra An illustrated and descriptive catalogue of Recent shells, by Sylvanus Hanley.

## Comércio, uso e alimentação, na costa brasileira
De acordo com um texto publicado em 2016 na Revista Semioses (v 10, n.03), o sururu é a "espécie mais explorada na costa brasileira, principalmente por população ribeirinha" (citando PEREIRA, 2014), sendo utilizado "não só como forma de subisistência, mas também para comercialização do produto". De acordo com Eurico Santos, citando um observador de seu comércio, a procura do sururu para alimentação chega a ser impressionante, tal o hábito enraizado e já tradicional que tem o povo, seja rico ou pobre, de apresentá-lo em sua mesa, quase diariamente. Por isso mesmo, o seu valor na economia popular é grande e considerável o seu comércio. Ainda comenta que a Great Western of Brazil Railway possuía trem cuja denominação era trem de sururu, contendo "4 a 5 carros carregados de sacos com sururu envolvidos em lama, para chegar vivo aos mercados interiores, indo até Palmeira dos Índios"; e que "em Maceió funcionou por muito tempo uma fábrica de conserva de sururu, que foi obrigada a fechar desde que a produção começou a tornar-se irregular", isto em virtude de sua sobrepesca. Tal fábrica se chamava A Mercantil Ltda, fundada no final da década de 1920 e início da década de 1930, que inclusive exportava o seu produto como finíssimo, de agradável gosto e excelentes qualidades nutritivas. Trata-se de uma iguaria muito conhecida nos estados da Região Nordeste do Brasil, onde é apreciada em pratos típicos, como o caldo de sururu, preparado com alguns vegetais, que é feito com azeite de dendê, ou azeite de oliva, e leite de coco; ou até mesmo em preparos com molho de tomate ou com farofa, como se fosse uma casquinha de siri, ou utilizado em saladas a vinagrete. Em Alagoas é saboreado cru, enriquecido com limão e sal de cozinha; muitos acreditando que este molusco tenha o poder de curar pessoas ou revigorá-las sexualmente. Já no Espírito Santo, na Região Sudeste do Brasil, ele é utilizado em moquecas. Está citado que o valor protéico desta espécie equivale ao da carne de frango ou de boi. Também faz parte da composição de diversos sambaquis ao longo da costa brasileira e seu uso se extende na utilização como matéria-prima para o artesanato. Em 11 de dezembro de 2014, o molusco foi decretado Patrimônio Imaterial de Alagoas por seu Conselho Estadual de Cultura; principalmente após os esforços do antropólogo Edson Bezerra, autor do livro Manifesto Sururu: Por uma Antropofagia das Coisas Alagoanas; havendo época em que era comum se referir a Alagoas como a terra do sururu e ao alagoano como papa-sururu; além de se dar o nome de sururuzeiro a seu coletor.

## Descrição da concha
Mytella strigata possui uma concha alongada e de valvas similares, com até 5 centímetros de comprimento; dotada de um fino perióstraco enegrecido e com linhas de crescimento aparentes; com uma das laterais levemente retraída, de coloração castanho-amarelada em sua região umbonal-ventral e esverdeada na região dorsal. Seu interior é arroxeado.

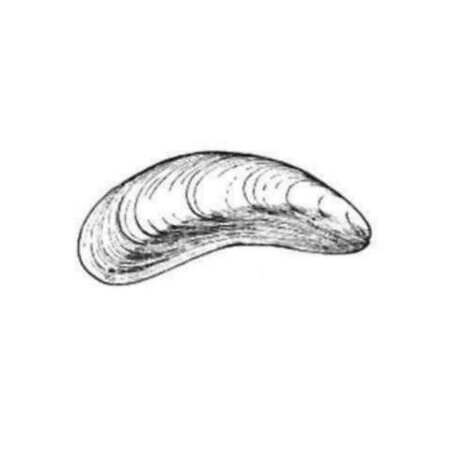
Ilustração da concha de M. strigata publicada no Proceedings of the United States National Museum. 37.

## Distribuição geográfica e bioinvasões
A distribuição geográfica da espécie se estende da Venezuela à Argentina, no oceano Atlântico, e do México ao Equador, no oceano Pacífico; sendo uma espécie invasora na Região Sudeste dos Estados Unidos, inicialmente encontrada em Jacksonville, condado de Duval, Flórida, em 1986, cobrindo um tubo de entrada de água do mar de uma usina; não sendo encontrada nos anos subsequentes até 2004, quando fora encontrada na praia de New Smyrna Beach, em um recife de ostras do condado de Volusia. Desde então a espécie fora avistada também nos condados de Flagler e St. Johns, ao norte; além dos condados Camden, Liberty e Bryan, na Geórgia. No Extremo Oriente asiático e Indo-Pacífico esta espécie fora encontrada em Singapura, Índia (em Querala), Filipinas (em Lução) e Taiwan, a partir do início do século XXI.

## Conservação
Considerada uma espécie comum no século XX, Mytella strigata está listada como espécie pouco preocupante (LC) no Livro Vermelho da Fauna Brasileira Ameaçada de Extinção, publicado em 2018 pelo Instituto Chico Mendes de Conservação da Biodiversidade, com a conclusão desta avaliação feita em 2012.